# 바람만 안 불면 괜찮은 공기
바람만 안 불면 괜찮은 공기(Air Without Wind)는 한국에서 제작된 정재웅 감독의 2008년 영화이다. 오일영 등이 주연으로 출연하였고 임경용 등이 제작에 참여하였다.

## 출연

### 주연
- 오일영
- 황기순

## 제작진
- 조명: 조영직
- 조연출: 김효창
- 녹음: 오남훈
- 미술: 김찬희
- 미술: 김예은